# 桑德赫高地
71°50′S 9°47′E / 71.833°S 9.783°E
桑德赫高地（德語：Sandhø），是南極洲的高地，位於毛德皇后地的阿斯特里德公主海岸，屬於康拉德山脈的一部分，由德國探險隊發現和拍攝照片，現時由南極條約體系管理。